# Prima (azienda)
Prima era il marchio con cui San Marino Telecom commercializzava i propri servizi telefonici nella Repubblica di San Marino.

Il servizio offerto era su tre diverse frequenze (GSM 900, UMTS 2100 e Wi-Fi) e riguardava i servizi di telefonia mobile, telefonia fissa e internet a banda larga. Si trattava quindi di un operatore telefonico completamente indipendente che utilizzava proprie reti per la diffusione dei propri servizi telefonici e Internet all'interno del territorio della Repubblica di San Marino.

## Rete e servizi
Prima utilizzava archi di numerazione differenti per i diversi servizi. Per i servizi di telefonia fissa è stata autorizzata ad utilizzare la numerazione 0549-80 XX XX. Per i servizi di telefonia mobile è stata autorizzata ad utilizzare la numerazione nazionale sammarinese +378-66 XX XX XX. 
Il gestore offriva soluzioni per internet, telefonia fissa e telefonia mobile basandosi sulle proprie reti Wi-Fi e cellulare con tecnologia GSM 900 e UMTS/HSDPA. Dal 2008 ha commercializzato anche un prodotto convergente che unisce tutti i prodotti sul mercato.
I clienti prepagati e postpagati dei servizi di telefonia mobile quando si trovano in territorio italiano usufruivano del servizio delle reti di Vodafone e Wind ma senza alcun aggravio di costi rispetto al piano tariffario scelto, né tantomeno subivano costi addizionali tipo Roaming Internazionale, costi che si attivano solo quando l'utente si trasferisce fuori dal territorio Italiano.